# January Bień
January Bronisław Bień (ur. 29 stycznia 1943 w Dąbrowie Górniczej, zm. 25 sierpnia 2021 w Częstochowie) – polski inżynier, specjalista inżynierii środowiska, profesor zwyczajny Politechniki Częstochowskiej i rektor tej uczelni od 2005 do 2008, senator V kadencji.

## Życiorys
Syn Ryszarda i Janiny. Ukończył Technikum Energetyczne w Sosnowcu, w latach 1961–1964 był podchorążym w Oficerskiej Szkoły Lotniczej w Dęblinie. Od 1964 pracował jako technik w Dąbrowskich Zakładach Naprawczych Przemysłu Węglowego w Dąbrowie Górniczej, w latach 1965–1970 studiował na Wydziale Inżynierii Sanitarnej Politechniki Śląskiej. Przez dwa lata był inżynierem w Sosnowieckim Przedsiębiorstwie Budownictwa Przemysłowego. W latach 1972–1988 pracował jako asystent i adiunkt na Wydziale Inżynierii Środowiska Politechniki Śląskiej, uzyskując w 1977 stopień doktora, a w 1987 habilitację (na Politechnice Warszawskiej). W 1988 został pracownikiem Instytutu Inżynierii Środowiska Politechniki Częstochowskiej, był dyrektorem tego instytutu i prorektorem ds. nauki Politechniki Częstochowskiej. W 1996 otrzymał tytuł profesora nauk technicznych. W 2005 został wybrany na rektora Politechniki Częstochowskiej, funkcję tę pełnił do 2008.
Był członkiem Komitetu Inżynierii Środowiska oraz Komitetu Inżynierii Lądowej i Wodnej Polskiej Akademii Nauk, a także redaktorem naczelnym kwartalnika „Inżynieria i Ochrona Środowiska”. Przewodniczył radzie naukowej Instytutu Badawczo-Rozwojowego „Barowent” w Katowicach. Ogłosił ponad 150 publikacji z inżynierii i ochrony środowiska, w tym kilka książek. Autor kilkunastu patentów.
Z ramienia Sojuszu Lewicy Demokratycznej w latach 2001–2005 zasiadał w Senacie V kadencji, reprezentując okręg częstochowski. Pełnił funkcję przewodniczącego Komisji Ochrony Środowiska. W 2005 nie ubiegał się o reelekcję.
Został odznaczony Złotym Krzyżem Zasługi (1996) oraz Krzyżem Kawalerskim Orderu Odrodzenia Polski (2001).
Został pochowany na cmentarzu Rakowskim w Częstochowie.